# Liste der Gemeindeverbände im Département Vendée
Das Département Vendée liegt in der Region Pays de la Loire in Frankreich. Es untergliedert sich in 19 Gemeindeverbände.
Siehe auch: Liste der Gemeinden im Département Vendée

## Gemeindeverbände

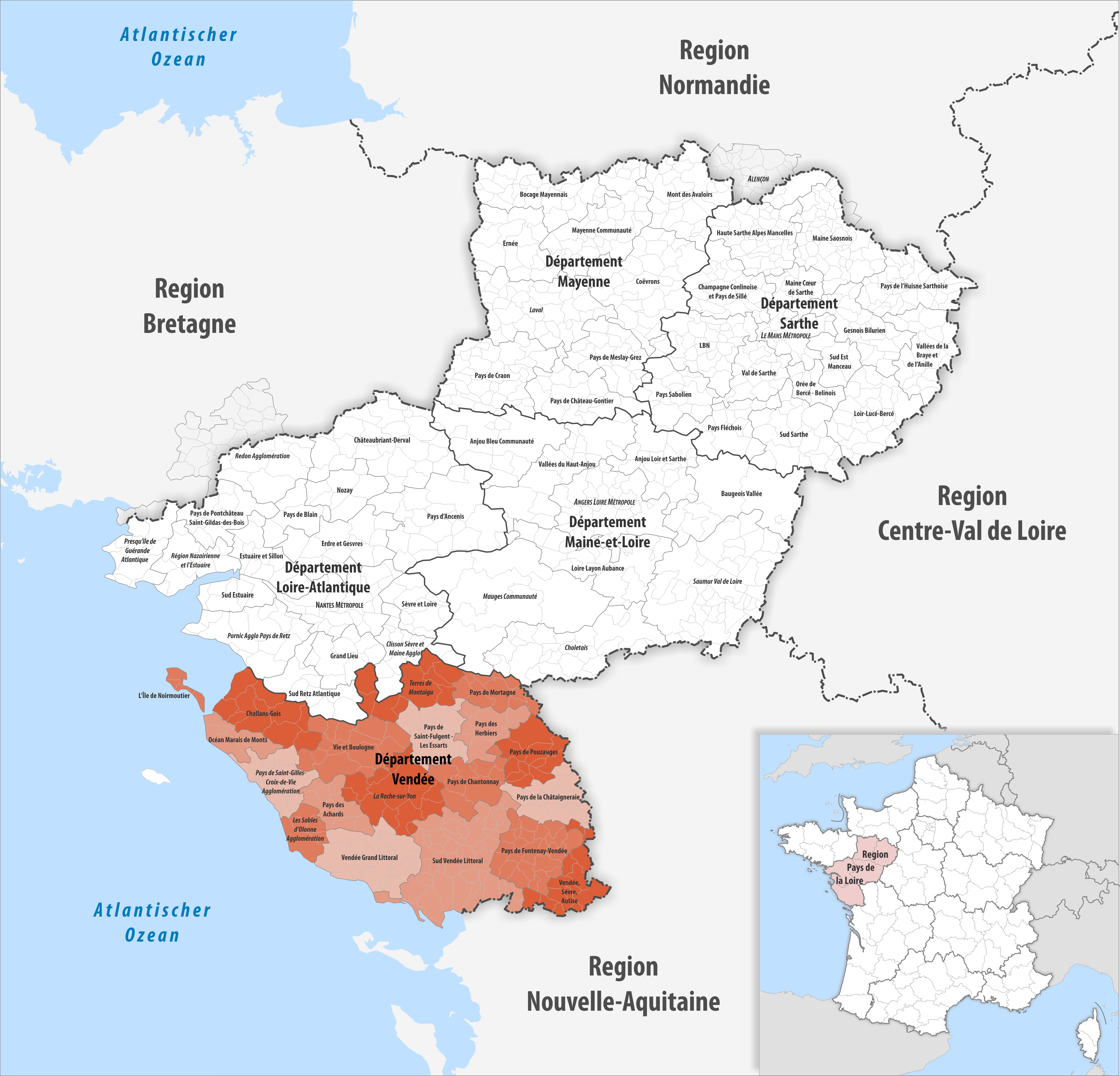
Gemeindeverbände im Département Vendée

| Gemeindeverband                                 | Gemeinden im Départ./Verband | Einwohner 1. Januar 2022 | Fläche km² | Dichte Einw./km² | SIREN- Nummer | Rechtsform                 | Gründungsdatum    |
| ----------------------------------------------- | ---------------------------- | ------------------------ | ---------- | ---------------- | ------------- | -------------------------- | ----------------- |
| Challans-Gois Communauté                        | 11/11                        | 50.705                   | 440,31     | 115              | 200 071 629   | Communauté de communes     | 9. Dezember 2016  |
| L’Île de Noirmoutier                            | 4/4                          | 9.270                    | 48,83      | 190              | 248 500 191   | Communauté de communes     | 9. Februar 2004   |
| La Roche-sur-Yon Agglomération                  | 13/13                        | 98.488                   | 499,36     | 197              | 248 500 589   | Communauté d’agglomération | 23. Dezember 2009 |
| Les Sables-d’Olonne Agglomération               | 5/5                          | 58.531                   | 172,14     | 340              | 200 071 165   | Communauté d’agglomération | 12. Dezember 2016 |
| Océan Marais de Monts                           | 5/5                          | 20.203                   | 184,46     | 110              | 248 500 258   | Communauté de communes     | 24. Dezember 1992 |
| Pays des Achards                                | 9/9                          | 20.174                   | 224,21     | 90               | 248 500 530   | Communauté de communes     | 29. Dezember 1992 |
| Pays de Chantonnay                              | 10/10                        | 23.216                   | 316,59     | 73               | 248 500 340   | Communauté de communes     | 28. Dezember 1992 |
| Pays de la Châtaigneraie                        | 14/14                        | 15.605                   | 316,59     | 49               | 248 500 415   | Communauté de communes     | 28. Dezember 2000 |
| Pays de Fontenay-Vendée                         | 25/25                        | 35.727                   | 463,46     | 77               | 200 071 934   | Communauté de communes     | 16. Dezember 2016 |
| Pays des Herbiers                               | 8/8                          | 30.742                   | 249,61     | 123              | 248 500 621   | Communauté de communes     | 20. Dezember 1994 |
| Pays de Mortagne                                | 11/11                        | 28.234                   | 228,78     | 123              | 248 500 662   | Communauté de communes     | 23. Dezember 1996 |
| Pays de Pouzauges                               | 10/10                        | 23.242                   | 318,82     | 73               | 248 500 464   | Communauté de communes     | 21. Dezember 2001 |
| Pays de Saint-Fulgent Les Essarts               | 12/12                        | 29.052                   | 324,69     | 89               | 200 071 918   | Communauté de communes     | 16. Dezember 2016 |
| Pays de Saint-Gilles-Croix-de-Vie Agglomération | 14/14                        | 53.176                   | 292,61     | 182              | 200 023 778   | Communauté d’agglomération | 22. Dezember 2009 |
| Sud Vendée Littoral                             | 42/42                        | 55.649                   | 942,14     | 59               | 200 073 260   | Communauté de communes     | 28. Dezember 2016 |
| Terres de Montaigu                              | 9/9                          | 50.547                   | 379,31     | 133              | 200 070 233   | Communauté d’agglomération | 5. Dezember 2016  |
| Vendée Grand Littoral                           | 20/20                        | 36.360                   | 504,60     | 72               | 200 071 900   | Communauté de communes     | 12. Dezember 2016 |
| Vendée, Sèvre, Autise                           | 15/15                        | 16.191                   | 299,33     | 54               | 248 500 563   | Communauté de communes     | 21. Dezember 1992 |
| Vie et Boulogne                                 | 15/15                        | 46.344                   | 489,73     | 95               | 200 072 882   | Communauté de communes     | 21. Dezember 2016 |